# Peder Boas Jensen
Peder Boas Jensen (født 17. december 1935, død 29. februar 2024[kilde mangler]) var en dansk byplanlægger og professor.
Boas Jensen var uddannet byplanarkitekt og var i 1960'erne som medarbejder hos Skaarup & Jespersen bl.a. med til at planlægge Avedøre Stationsby. Han var professor i byplanlægning ved Kunstakademiets Arkitektskole. Fra oprindeligt at være modstander af Ørestad valgte han senere at bosætte sig i bydelen.
Han var desuden medlem af Københavns Borgerrepræsentation 1966-1977, først for SF, så for VS og sad i Hovedstadsrådet i 1970'erne.
Han var i en periode næstformand i KAB Fonden.